# Apamea kyushuensis
Apamea kyushuensis är en fjärilsart som beskrevs av Shigero Sugi 1958. Apamea kyushuensis ingår i släktet Apamea och familjen nattflyn. Inga underarter finns listade i Catalogue of Life.